# 제9대 제쮠담바 후툭투

제9대 제쮠담바 후툭투는 티베트 라싸 출생의 제쮠담바 후툭투로 인도에서 망명 생활을 하다가 말년에 몽골에 들어가 몽골의 불교도 지도자로 살았다.